# Ландслов

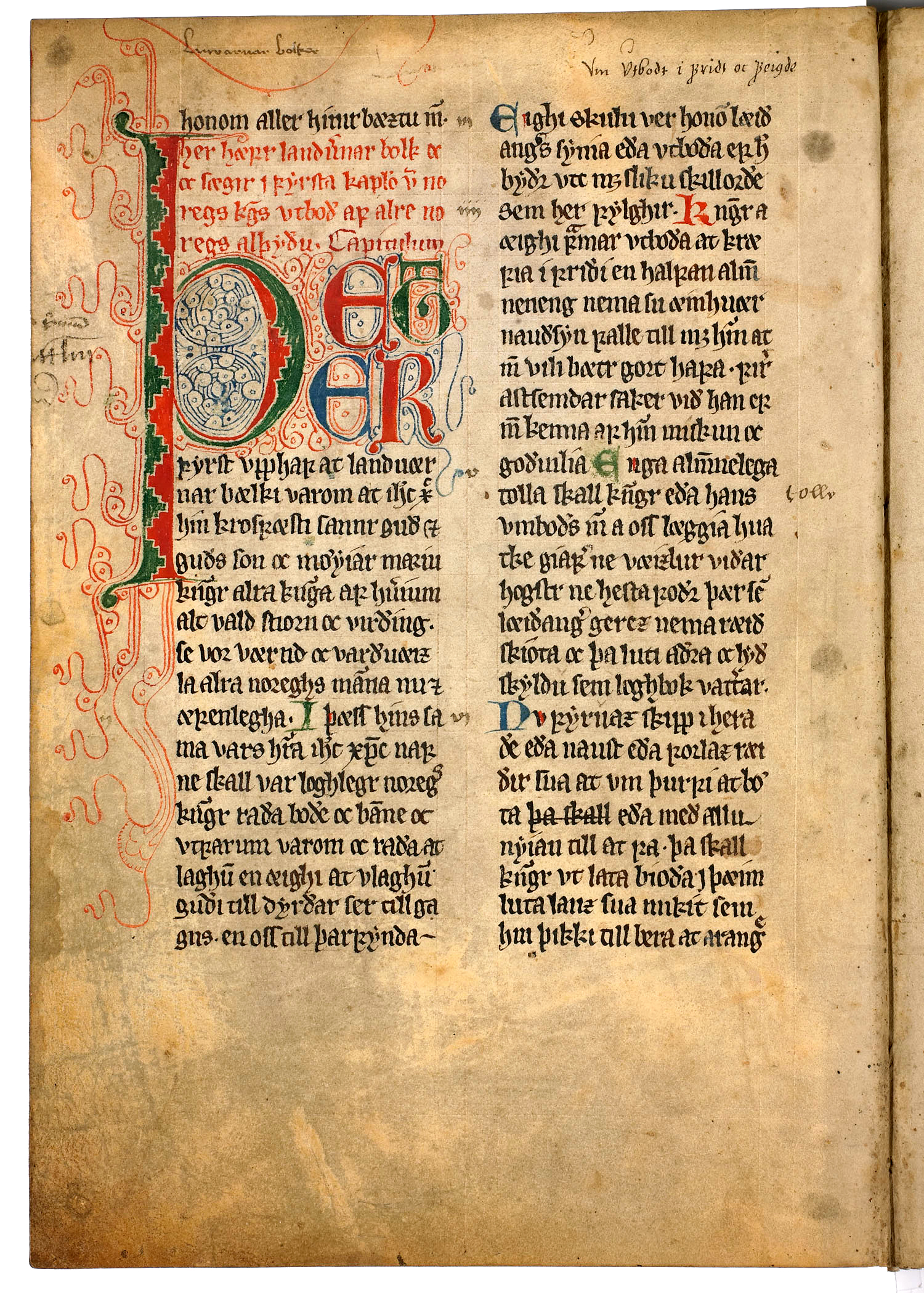
Сторінка рукопису Ландслову

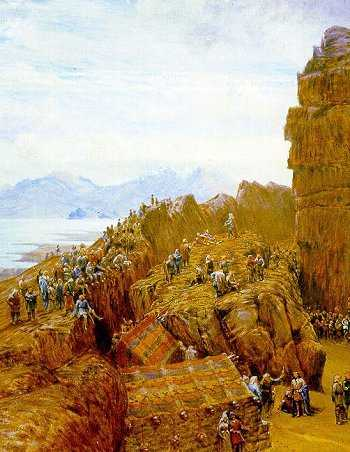
Вічові збори (альтинг) в Ісландії. З картини В. Г. Коллінґвуда (1873)

Земський закон Магнуса VI (норв. Magnus Lagabøtes Landslov, або Landslov, трансліт. Ландслов, досл. «закон землі / країни») — перший загальнонорвезький збірник законів (судебник), складений за наказом короля Магнуса Законодавця (точніше Магнуса Виправника Законів — норв. Magnus Lagabøte, Магнус Лагабете) в 1274 році. За стародавнім норвезьким звичаєм для набуття ним законної сили Ландслов був оприлюднений та затверджений на вічових зборах (тінгах) чотирьох областей (судових округів), на які в той час ділилось норвезьке королівство: Фростатингу (1274), Гулатингу (1275), Боргартингу та Ейдсиватингу (1276). Кожен провінційний (регіональний) тінг прийняв свій варіант Ландслову. Ці варіанти отримали відповідні назви: Оновлені закони Фростатингу, Оновлені закони Гулатингу, Оновлені закони Боргартингу та Оновлені закони Ейдсиватингу. В основі кожного варіанту Ландслову було місцеве звичаєве право відповідної частини королівства. Таким чином, Ландслов фактично існує в чотирьох варіантах, котрі мають назви древніх місцевих законів.
Ландслов втратив чинність після затвердження нового загальнодержавного кодексу законів (Norske Lov) Крістіаном V 1687 року.
Оновлені закони Гулатингу містили такі розділи:
- Пролог;
- І. Про відвідання Гулатингу (законодавчих зборів);
- ІІ. Про християнську віру;
- ІІІ. Про захист країни;
- IV. Кримінальне право;
- V. Перелік спадкоємців;
- VI. Викуп землі;
- VII. Про оренду землі;
- VIII. Про торгівлю;
- ІХ. Про злодіїв. Загалом текст Закону містить 241 статтю. Збереглося 18 повних списків Оновлених законів Гулатингу і ще фрагменти 3 списків. Велика кількість списків свідчить про неабияке значення цього збірника для судової практики і цінність Ландслову як юридичної пам'ятки.